# نه و چهل و پنج دقیقه
نه و چهل و پنج دقیقه (انگلیسی: Nine Forty-Five) یک فیلم جنایی بریتانیایی است که در سال ۱۹۳۴ منتشر شد.

## بازیگران
- بینی بارنز
- دونالد کالتروپ
- ویولت فاربرودر
- مالکوم تاد
- جیمز فینلیسون
- جرج مریت
- الیس ایروینگ
- سسیل پارکر
- مارگارت یارد
- جنیس ادیر
- رنی ری